# OpenKODE
OpenKODE — открытый стандарт API, разработанный Khronos Group в 2008 году. OpenKODE описывает программную платформу мобильного устройства для различных мультимедиа приложений с целью уменьшить расходы разработчиков на портирование. OpenKODE включает в себя несколько API (OpenGL ES, OpenVG, OpenMAX, OpenSL ES), описывает взаимодействие между ними, а также добавляет OpenKODE Core — платформо-независимый API для доступа к ресурсам операционной системы.